# Meteoritenfall Augsburg (1528)
Koordinaten: 48° 22′ 0″ N, 10° 53′ 0″ O
Nachdem bereits 952 ein Meteorit in Augsburg niedergegangen sein soll, berichten Chronisten erneut über einen Meteoritenfall im Jahr 1528, zu einem Zeitpunkt, als in Augsburg die religiöse Wahnvorstellung grassierte, dass der Untergang der Welt bevorstehe, weswegen Zweifel an der Authentizität angebracht sind. Darüber hinaus ist die Quellenlage schlecht. Für die vermeintlichen Beobachtungen der Menschen kann ein starkes Gewitter verbunden mit Hagel nicht ausgeschlossen werden.

## Hintergrund
In Augsburg grassierte zu dieser Zeit die Wahnvorstellung, dass zu Pfingsten 1528 die Welt untergehen werde. Verantwortlich dafür war v. a. Hans Hut. Hut wurde zwei Jahre vor der angeblichen Apokalypse Mitglied einer radikalen christlichen Bewegung. Er wurde ein Täufer und glaubte an den apokalyptischen Anbruch des Reiches Gottes zu Pfingsten 1528. Er entfaltete missionarischen Eifer, um 144.000 Skeptiker zu bekehren und zu taufen. Die Weltuntergangs-Visionen Huts können nicht vom Fall des Meteoriten ausgelöst worden sein, denn die Welt sollte bereits Ende Mai 1528 untergehen, der Fall des Meteoriten aber soll sich erst etwa vier Wochen später zugetragen haben.
Allerdings ist die Theorie, dass die apokalyptischen Weissagungen auf den Fall eines himmlischen Boten zurückzuführen seien, damit nicht komplett widerlegt. Denn nachdem Hans Hut im August 1527 verhaftet worden war, übernahm Augustin Bader dessen Mission. Er veranstaltete ab dem Frühjahr 1528 außerhalb der Stadt größere Versammlungen unter freien Himmel, um die Täufersekte auf das Jüngste Gericht zu Pfingsten vorzubereiten. Als Pfingsten ereignislos verstrich, verlor die Augsburger Täufer Gemeinde zwischenzeitlich an Enthusiasmus. Doch kurz nach dem in Frage stehenden Meteoritenfall vom 29. Juni hatte Bader drei endzeitliche Visionen eines bevorstehenden Weltuntergangs zu Ostern 1530. Diesmal würde das zeitliche Zusammentreffen passen. Derartige Himmelszeichen wären einem fanatischen Untergangsprediger sehr recht gekommen, um die Glaubwürdigkeit seiner Prophezeiungen zu untermauern.

## Berichte

### Achilles Pirminius Gasser
Der Historiker, Mediziner und Astrologe Achilles Pirminius Gasser (auch Gasserus; geboren am 3. November 1505 in Lindau (Bodensee), gestorben am 4. Dezember 1577 in Augsburg) war im 16. Jahrhundert Mitverfasser einer Chronik Augsburgs. Er schrieb:

„Darauff den 29 Juni ein schrecklicher Hagel mit ungestümmen Winden gefolget, der nicht allein auff zwo Meil wegs herumb an Früchten unnd Bäuwmen sondern auch nur in dieser Statt allein umb etlich tausent Gülden Schaden gethan und wie man sagt über 6000 fl. Glaßscheiben zubrochen.“

### Ernst Florens Friedrich Chladni
Der Meteoritenforscher Ernst Florens Friedrich Chladni grub im 19. Jahrhundert aus alten Chroniken die vage Angabe aus, „daß am 29. Juni 1528, also zum Gedenktag St. Peter und Paul bei Augsburg mit einem starken Gewitter große Steine fielen, als wenn man sie aus Büchsen geschossen hätte“. Chladni erklärte 1819 außerdem, dass Chronisten damals mit einem Gewitter eigentlich einen Feuer-Meteor, begleitet von donnerartigem Krachen, gemeint haben müssten. Und die Beschreibung, dass Steine wie aus Büchsen geschossen fielen, ließ ihn vermuten, dass es kein Hagel, sondern ein Meteor-Steinfall gewesen sein könnte. Diese Meteorite kämen meist „in einer sehr schiefen Richtung herab“. Chladni bezog sich mit seinen Vermutungen auf die Sächsisch Chronicon von Mathäus Dresser (1536–1607).

## Ungereimtheiten
Gasser war zum fraglichen Zeitpunkt des Meteoriten – beziehungsweise Hagelschauers – gerade 22 Jahre alt. Der von Chladni zitierte Dresser wurde erst 1536 geboren. Beides zusammen lässt Zweifel aufkommen, dass im Jahr 1528 tatsächlich ein Meteorit über Augsburg niedergegangen ist.